# Sazlıpınar, Karapınar
Sazlıpınar là một xã thuộc huyện Karapınar, tỉnh Konya, Thổ Nhĩ Kỳ. Dân số thời điểm năm 2011 là 1.05 người.